# Maria Östergren
Maria Östergren (Södertälje, 9 april 1978) is een mountainbikester uit Zweden.
Op de Olympische Spelen van Athene in 2004 reed Östergren op het onderdeel mountainbike, waar ze als 20e finishte.
Op de Europese kampioenschappen mountainbike in 2005 en 2006 werd Östergren derde met het Zweedse team op de gemengde aflossing (teamrelay).